# François de Sagon
François de Sagon, né à Rouen vers la fin du XVe siècle et mort vers le milieu du XVIe siècle, est un poète français.

## Parcours
François Sagon, peut-être le fils d’un marrane, embrasse l’état ecclésiastique. D’abord secrétaire de Félix de Brie, abbé de Saint-Évroult, il exerce par ailleurs son ministère à Rouen.
Il prit le surnom de « l’Indigent de Sapience » et devint curé de Beauvais, ainsi qu’il se qualifie dans une épitre adressée à Jean Bouchet.
Sa carrière poétique, qui débuta en 1531, fut en particulier marquée par sa participation aux palinods, concours de poésie sur des thèmes religieux. Le plus connu était le Puy de Rouen, organisé par la confrérie de l'Immaculée Conception. Il remporta plusieurs prix, rencontrant dans cette discipline un succès que ne connut pas Clément Marot. Il prend d’ailleurs parti contre ce poète, alors réfugié en Italie, au cours d’une querelle qui voit tous les écrivains français se répartir en deux camps, favorables ou non à Marot. Le jeu de mots « Sagon = Sagouin » y sert l’invective.

## Historiographie
Sagon a souvent été décrit comme un poète médiocre. Pour Paul Bonnefon, il s'agissait « d'un petit poète qui s'était fait une gloire de clocher », d'après Paul Bonnefon, « le différend de Marot et de Sagon ». Pour Pierre Jourda, il était « un rimeur médiocre et envieux », pour Gérard Defaux, un « rimailleur sans grand talent ».
Cependant, Philippe Desan nuance ce point de vue très dur. Selon lui, Sagon était certes moins talentueux que Marot son rival, mais il n'était pas non plus totalement dénué de tout talent : « il connaît un succès que lui auraient envié beaucoup de poètes à l'époque ».

## Œuvre
Les premiers écrits de Sagon, ceux du moins qui le firent plus particulièrement connaître, furent des satires contre Clément Marot, avec lequel il eut une querelle que l’esprit de parti envenima et rendit beaucoup trop célèbre. On raconte à ce sujet que « Marot, se promenant en nombreuse compagnie dans la cour du château d’Alençon, laissa échapper un mot que Sagon traita d’hérétique ; on s’échauffa de part et d’autre ; Marot tira son poignard et allait en frapper Sagon, qui se déroba au coup en fuyant. »
Les deux poètes rendirent le roi François Ier et le public confidents des invectives qu’ils s’adressèrent. Marot s’était retiré à Ferrare, lorsque Sagon, dont les opinions orthodoxes étaient froissées des licences que se permettait maître Clément, lança son Coup d’essay, contenant la responce à deux épistres. Marot ne voulut pas faire à pareil adversaire l’honneur d’entrer en lice avec Sagon et lui répliqua sous le nom de son valet « Fripelippe », il s’attira de nouvelles et plus vives reparties de Sagon sous celui de « Matthieu Boutigny », qu’il appelle son page. D'un autre côté on qualifia souvent Sagon de "Sagouin", du fait de la paronymie.
Quelques amis descendirent de part et d’autre dans l’arène. On vit paraître diverses pièces en vers, successivement, en 1537, le Rabais, du caquet de Frippelippes et de Marot, dîct Rat-pelé. Apologie faicte par le grant abbé des Conardz, sur les invectives Sagon, Marot, la Hueterie, pages, valets, Iraquctz. De Marot et Sagon les treues, donnes jusqu'à la fleur des febues par lauctorité de labbé des Conardz ; Epistre à Marot pour luy monstrer que Frippelippes avoit faict sotte comparaison des quatre raisons de Sagon à quatre oysons ; Le Frotte-groing du Sagouyn avec scholies exposante lartifice, etc.
La prose et les vers publiés à l’occasion de ce démêlé par les adversaires sont d’une extrême rareté et très recherchés des bibliophiles, qui se les disputent et les paient fort cher. Ces écrits ont été réunis en un recueil, sous le titre de : Plusieurs traictez par aucun nouveaulx poètes du différent de Marot, Sagon et la Hueterie, Paris, 1537 et 1539. Ce volume lui-même est loin d’être commun : à la vente Nodier, en 1844, un bel exemplaire fut payé cent francs et une collection de dix des opuscules en question, éditions originales, trouva amateur jusqu’à trois cents francs.
Sagon avait concouru avec succès pendant de nombreuses années aux palinods de Rouen, de Dieppe et de Caen ; plusieurs des pièces composées pour ces concours, et qui y furent couronnées, se trouvent réunies dans une rareté bibliographique ayant pour titre : le Triumphe de grâce et de prérogative, d’innocence originelle, sur la conception et trespas de la Vierge esleue mère de Dieu, 1544, petit in-8°. Les autres poésies de Sagon sont : le Blason du pied avec les autres blasons anatomiques du corps féminin, Lyon, 1537 ; le Chant de la paix de France, chanté par les trois Estats, etc., Paris, 1538 ; Discourt sur la Vie et la Mort accidentelle de Guy Morin, etc., Paris, 1539, in-16 ; l’Apologie ou Défense du roy tres chrestien François Ier, etc., 1554, in-8° ; la Complaincte de trois gentilshommes français occis au voyage de Carignan, Paris, 1554, in-8° ; la Réjouissance du traicté de paix en France, publié en l’an 1559, Paris, 1559 ; resté à l’état de manuscrit, le Regret d’honneur féminin et des trois Grâces sur le trépas de dame Françoise de Foix, etc.
Les divers chants royaux ballades et rondeaux rédigés par Sagon dans le cadre des Puys de Rouen, Dieppe et Caen restent à relever dans les manuscrits et les recueils collectifs du temps.

## Source et bibliographie
- Philippe Desan, L'imaginaire économique de la Renaissance, Mont-de-Marsan, Éd. Universitaires, 1993, p. 162-165.
- James Hutton, « Gilles Corrozet, François Sagon et la Resjouissance de la paixde 1559 », dans Bulletin du bibliophile, 1961, no 1, p. 6-17.
- Théodore-Éloi Lebreton, Biographie rouennaise, Rouen, Le Brument, 1865, p. 331-332
- J. Mathorez, « Un apologiste de l'alliance franco-turque au XVIe siècle, François Sagon », dans Bulletin du bibliophile, 1913, p. 105-120.
- Notices d'autorité :   - VIAF
  - ISNI
  - BnF (données)
  - IdRef
  - LCCN
  - GND
  - Belgique
  - Pologne
  - Israël
  - NUKAT
  - WorldCat